# Észak-koreai női labdarúgó-válogatott
Az észak-koreai női labdarúgó-válogatott képviseli Észak-Koreát a nemzetközi női labdarúgásban. Észak-Korea a 2006-os U20-as női labdarúgó-világbajnokság győztese, valamint a 2001-es, a 2003-as, és a 2008-as Női Ázsia-kupa bajnoka is. A 2011-es női labdarúgó-világbajnokságon öt észak-koreai játékos doppingtesztje lett pozitív. Ezért a FIFA Észak-Koreát kizárta a következő világbajnokságról valamint az Észak-koreai labdarúgó-szövetséget 400 ezer dollárra büntette.
A kommunista félprofi sportrendszer miatt (a sportolókat közvetlenül a kormány fizeti), és annak köszönhetően, hogy a többi ázsiai országban a női labdarúgás nagyon kis figyelmet kap, úgy jegyzik, mint Ázsia egyik legerősebb tényezője és a világbajnokság potenciális esélyese. Eltérően a férfi csapattól, nincs zainichi (Japánban élő koreai) a csapatban.

## Vb-szereplés
- 1991 – nem jutott be
- 1995 – nem jutott be
- 1999 – Csoportkör
- 2003 – Csoportkör
- 2007 – Negyeddöntős
- 2011 – Csoportkör

## Ázsia-kupa szereplés
- 1975 – nem indult
- 1977 – nem indult
- 1979 – nem indult
- 1981 – nem indult
- 1983 – nem indult
- 1986 – nem indult
- 1989 – Első forduló
- 1991 – 4. hely
- 1993 – Ezüstérmes
- 1995 – nem indult
- 1997 – Ezüstérmes
- 1999 – Bronzérmes
- 2001 – Aranyérmes
- 2003 – Aranyérmes
- 2006 – Bronzérmes
- 2008 – Aranyérmes
- 2010 – Ezüstérmes

## Olimpiai Játékok
- 1996 – nem jutott be
- 2000 – nem jutott be
- 2004 – nem jutott be
- 2008 – csoportkör
- 2012 – csoportkör